# Maršová - Rašov
Maršová – Rašov – wieś i gmina (obec) w powiecie Bytča, kraju żylińskim, w północnej Słowacji. Wieś powstała pod koniec XIX w. z połączenia trzech wsi: Maršová, Rašov i Urbanov. Pierwsza pisemna wzmianka o wsi Maršová pochodzi z 1400 roku, Rašov wzmiankowano po raz pierwszy w 1439 roku, a Urbanov w 1269 roku.
Miejscowość położona jest na lewym brzegu doliny Wagu, u podnóży należących do Manínskiej vrchoviny szczytów Hradište i Lipie. Spod przełęczy między nimi wypływa płynący przez wieś Rašovskẏ potok.

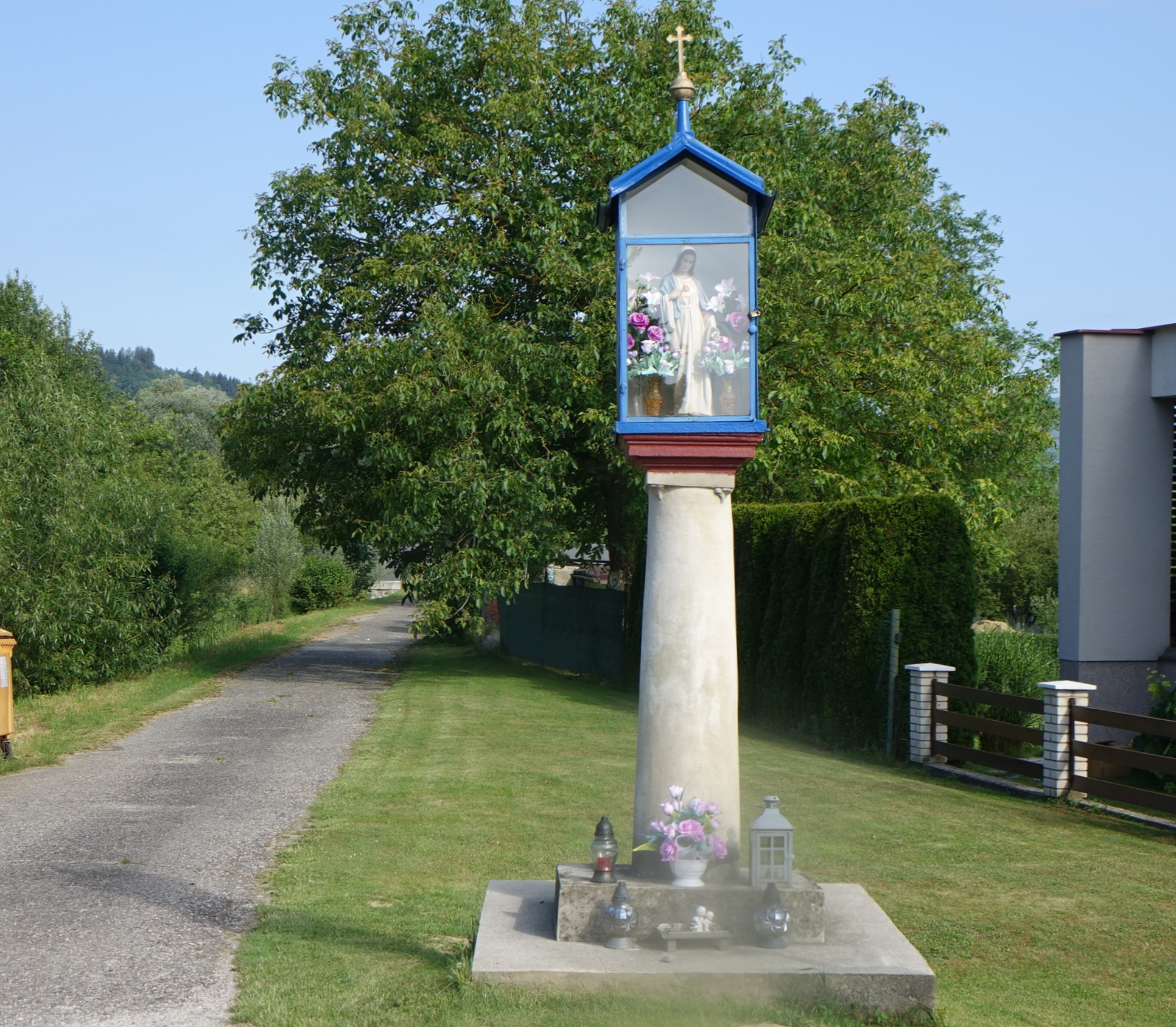